# Enrique Wiser
El barón Enrique Francisco Javier Wiser (en alemán, Heinrich Franz Xaver von Wiser von Wiesenthal), apodado El Cojo, (1665-1749), fue un diplomático alemán del siglo XVII al servicio del Electorado del Palatinado.

## Biografía
Nació en el seno de una familia noble oriunda de Augsburgo. Era hijo de Godofredo Wiser, político al servicio del Electorado del Palatinado y hermano de Francisco Melchor Wiser (-1702), político al servicio de Austria y del Palatinado. En 1687 acompañó a la hija de Felipe Guillermo del Palatinado, María Sofía, a Lisboa ya que esta había contraido matrimonio con Pedro II de Portugal. 
Posteriormente pasó a España, con ocasión del matrimonio de la hermana de María Sofía, Mariana, con Carlos II de España. En la corte española llegará a ser secretario de la reina, además de enviado extraordinario de Felipe Guillermo del Palatinado, y de su sucesor, Juan Guillermo, hermano de María Sofía y Mariana, Juan Guillermo. Formó parte junto con otros personajes como María Josefa Gertrudis Böhl von Guttenberg, conocida como La Berlips o La Perdiz; el médico Cristián Geleen, o los sucesivos confesores de la reina: el jesuita Francisco Rhem y el capuchino Gabriel de Chiusa; Juan de Angulo; Alonso Cabrera, Bartolomé Espejo, Pedro Núñez de Prado o Pedro de la Cerda, III conde de Baños; del círculo o camarilla alemana de Mariana de Neoburgo. Esta camarilla gozó de la confianza de la reina y defendió los intereses del Palatinado y fue acusada en repetidas ocasiones de ser responsables de corrupción y venta de cargos y empleos públicos. Hacía mitad de la década de 1690 se especuló su matrimonio con una hija de García Marbán, vicecanciller de Castilla, que finalmente no se llevaría a cabo. El 1 de marzo de 1685 en medio de un ambiente de creciente hostilidad contra su persona, salió de España. Su salida de España se hice con el objeto oficial de llevar el pésame de Carlos II y Mariana de Neoburgo a la corte de Parma por la muerte de Eduardo II. Esta muerte convirtió en viuda a Dorotea Sofía, hermana de Mariana. Posteriormente sería nombrado enviado extraordinario de Juan Guillermo del Palatinado en La Haya y en la corte de Parma, donde su hermana Dorotea Sofía estaba casada con el duque Eduardo II de Parma.

## Cargos
- Consejero de Estado de Flandes y Borgoña.
- Enviado del Elector del Palatinado en Portugal.
- Enviado del Elector del Palatinado en España.
- Enviado del Elector del Palatinado en La Haya.
- Enviado del Elector del Palatinado en Parma.

### Individuales
1. ↑  Cast, Fr (1845). Historisches und genealogisches Adelsbuch des Grossherzogthums Baden. Zweite Section (en alemán). 2, 1. º. J. F. Cast'sche Buchhandlung. pp. 211-212. Consultado el 11 de octubre de 2021.
2. ↑  Truhart, Peter (2006). Ost-, Nord- und Mitteleuropa (en inglés). Saur. ISBN 978-3-598-21549-0. Consultado el 11 de octubre de 2021.
3. ↑  Rule, John C.; Trotter, Ben S. (1 de junio de 2014). A World of Paper: Louis XIV, Colbert de Torcy, and the Rise of the Information State (en inglés). McGill-Queen's Press - MQUP. ISBN 978-0-7735-9215-5. Consultado el 11 de octubre de 2021.
4. ↑  Gothaisches genealogisches Taschenbuch der gräflichen Häuser (en alemán). J. Perthes. 1922. pp. 1095-1096. Consultado el 11 de octubre de 2021.
5. ↑  Gaedeke, Arnold (1877). Die politik Oesterreichs in der spanischen erbfolgefrage: Mit benutzung des K.K. Haus-, hof- und staatsarchivs und des gräfl. Harrach'schen familienarchivs nebst akten und urkunden (en alemán). Duncker & Humblot. p. XXIV. Consultado el 11 de octubre de 2021.
6. ↑  Lipowsky, Felix Friedrich (1827). Geschichte der Landstände von Pfalz-Neuburg: mit 22 Urkunden (en alemán). Lentner. p. 164. Consultado el 11 de octubre de 2021.
7. 1 2  Gremmel, Karl (1871). Geschichte des Herzogthums Neuburg: ehemals die junge, nachhin auch die neue Pfalz genannt (en alemán). Selbstverl. p. 298. Consultado el 11 de octubre de 2021.
8. ↑  Klapheck, Richard (22 de agosto de 2013). Die Baukunst am Nieder-Rhein: Von Jan Wellem und der Baukunst des Jahrhunderts Karl Theodors von der Pfalz (Zweiter Band) (en alemán). BoD – Books on Demand. p. 32. ISBN 978-3-8457-0295-7. Consultado el 11 de octubre de 2021.
9. ↑  Widder, Johann Goswin (1786). Versuch einer vollständigen geographisch-historischen Beschreibung der Kurfürstl. Pfalz am Rheine (en alemán). Verlag für Kunstreprod. p. 63. Consultado el 11 de octubre de 2021.
10. ↑  Stumpf, Andreas Sebastian (1817). Diplomatischer Beytrag zur teutschen und europäischen Staatengeschichte vom westphälischen Frieden bis Ende des 17. Jahrhunderts (en alemán). p. 177. Consultado el 11 de octubre de 2021.
11. ↑  Göttingische gelehrte Anzeigen (en alemán). Akademie der Wissenschaften. 1892. p. 753. Consultado el 11 de octubre de 2021.
12. ↑  Bély, Lucien (1 de abril de 2014). Espions et ambassadeurs au temps de Louis XIV (en francés). Fayard. ISBN 978-2-213-66412-5. Consultado el 11 de octubre de 2021.
13. 1 2  Kozák, Valentina Marguerite (2016). Mariana de Neoburgo y su entorno cortesano: María Josefa Gertrudis Wolff von Gudenberg (Berlips) (Trabajo de fin de máster). Universidad Complutense de Madrid.
14. ↑  Rosenmüller, Christoph (2 de mayo de 2019). Corruption and Justice in Colonial Mexico, 1650–1755 (en inglés). Cambridge University Press. p. 142. ISBN 978-1-108-47711-6. Consultado el 11 de octubre de 2021.
15. ↑  «Documentos inéditos referentes a las postrimerías de la casa de Austria en España [1695] / (Continuación)». Boletín de la Real Academia de Historia 94: 238. 1929.
16. ↑  Buerkel, Ludwig von (2006). Münchner Jahrbuch der bildenden Kunst (en alemán). Prestel Verlag. p. 239. Consultado el 11 de octubre de 2021.

- Datos: Q55916039